# Michail Borissowitsch Woloschin
Michail Borissowitsch Woloschin (russisch Михаил Борисович Волошин, englische Transkription: Mikhail Voloshin; * 14. Mai 1953; † 20. März 2020) war ein russisch-US-amerikanischer theoretischer Physiker.
Woloschin promovierte 1977 am Institut für Theoretische und Experimentelle Physik (ITEP) in Moskau, wo er ab 1976 als Wissenschaftler arbeitete. 1990 ging er in USA und nahm eine Professur an der University of Minnesota an (gleichzeitig mit seinem russischen Kollegen Michail Schifman), behielt aber auch seine Stelle am ITEP bei. Ab 2007 war er Direktor des William I. Fine Theoretical Physics Institutes der University of Minnesota.
Er arbeitete vor allem an der nichtstörungstheoretischen Quantenchromodynamik, z. B. QCD, Summenregeln und Quarkonium-Physik. Unabhängig von Mark Wise und Nathan Isgur entwickelte er die effektive Theorie schwerer Quarks (HQET), mit der Zerfälle von Hadronen mit solchen schweren Quarks (wie Charm, Bottom, Top) berechenbar wurden.
1983 erhielt er den Physikpreis der Sowjetischen Akademie der Wissenschaften. Ab 1997 war er Fellow der American Physical Society. 2001 erhielt er mit Wise und Isgur den Sakurai-Preis.